# دوغلاس شارون
دوغلاس شارون (بالإنجليزية: Douglas Sharon)‏ هو عالم إنسان أمريكي، ولد في 1941 في الولايات المتحدة.